# Suore di carità di San Vincenzo de' Paoli (Halifax)
Le Suore di Carità di San Vincenzo de' Paoli (in inglese Sisters of Charity of St. Vincent de Paul of Halifax) sono un istituto religioso femminile di diritto pontificio: i membri di questa congregazione pospongono al loro nome la sigla S.C.

## Storia
L'11 maggio 1849 il vescovo di Halifax William Walsh fece arrivare da New York quattro Suore della Carità con l'obiettivo di dare inizio nella sua diocesi a una congregazione autonoma ispirata a quella fondata nel 1809 da Elizabeth Ann Bayley Seton (1774-1821). Le suore assunsero la direzione delle scuole parrocchiali e degli orfanotrofi della Nuova Scozia e iniziarono a servire come infermiere negli ospedali.
Il 17 febbraio 1856, con il permesso di papa Pio IX, le suore di Halifax vennero rese ufficialmente autonome dalla congregazione di New York: la prima superiora generale fu Basilia McCann, già allieva della Bayley Seton a Emmitsburg.
Nel luglio 1900 una comunità di religiose in servizio presso la Saint Francis Xavier University di Antigonish si separò dall'istituto, dando inizio alla congregazione delle suore di Santa Marta.
L'istituto ottenne il decreto di lode dalla Congregazione de Propaganda Fide il 17 maggio 1908.

## Attività e diffusione
Le Suore di Carità di San Vincenzo si dedicano all'istruzione ed educazione cristiana della gioventù, all'assistenza agli infermi, a opere di promozione sociale e al ministero pastorale.
Sono presenti in Canada, negli Stati Uniti d'America, alle Bermuda, nella Repubblica Dominicana e in Perù: la sede generalizia è ad Halifax.
Al 31 dicembre 2005 l'istituto contava 561 religiose in 212 case.